# فريدريك ويليام رووي
فريدريك ويليام رووي (بالإنجليزية: Frederick William Rowe)‏ هو سياسي كندي، ولد في 28 سبتمبر 1912 في كندا، وتوفي في 20 يونيو 1994. حزبياً، نشط في الحزب الليبرالي الكندي. وقد انتخب عضو مجلس الشيوخ الكندي.